# Kiss Árpád (matematikus)
Kiss Árpád (Pozsony, 1916. december 20. – Kolozsvár, 1958. május 20.) matematika-fizika szakos egyetemi oktató, matematikai szakíró.

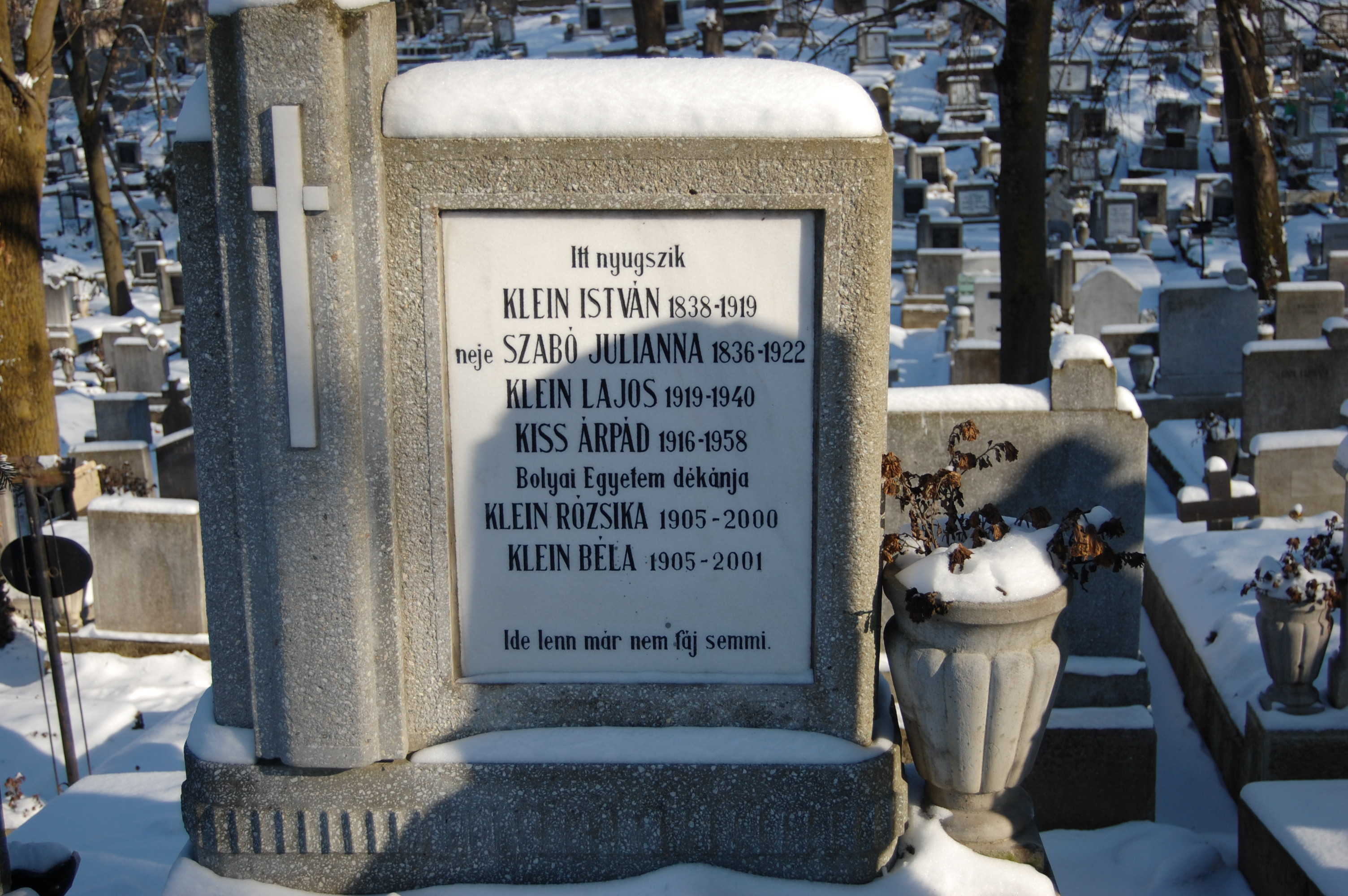
Sírja a Házsongárdi temető III.b. parcellájában

## Életútja
Középiskolát szülővárosában végzett (1934), felsőfokú tanulmányait a budapesti Műegyetemen kezdte és a Bolyai Tudományegyetemen, a matematika-fizika szakon fejezte be (1947). Itt lépett tudományos pályára, 1952-től előadótanár (docens), a Matematikai és Fizikai Kar dékánja (1954–58).
Családi nevét Klein Árpádról Kiss Árpádra változtatta.
Tanulmányai jelentek meg a differenciálgeometria és az algebrai geometria köréből. Gergely Jenővel közösen adta közre Egy felületosztályról, amelynél a görbületi vonalak mindkét rendszere síkgörbe című tanulmányát A kolozsvári Bolyai Tudományegyetem című gyűjteményes kötetben (Kolozsvár, 1956), ugyancsak Gergely Jenővel együtt szerzője a Bevezetés a differenciálgeometriába című egyetemi jegyzetnek (Kolozsvár, 1957).
Halálát motorbalesetben lelte. Nővére, Klein Anna elbeszélése szerint egy katonai teherautó leszorította az útról, minek következtében halálos balesetet szenvedett.

## Kutatási területe
Differenciálgeometria és algebrai geometria.